# Jaroslav Ligoš
Jaroslav Ligoš (* 4. listopadu 1961 Vranov nad Topľou – 3. července 1984 Prostějov) byl československý boxer slovenské národnosti.

## Sportovní kariéra
Narodil se na Slovensku ve Vranovu nad Topľou. S boxem začal v 15 letech jako učeň oboru malíř–lakýrník v Ústí nad Labem. Základy boxerské techniky mu dal ústecký trenér Rudé hvězdy Miroslav Kašík. V juniorském věku patřil k nadějím československého boxu, ale byl dlouho ve stínu svých reprezentačních kolegů, především mosteckého Artura Laburdy. Po zařazení do střediska vrcholového sportu ministerstva vnitra se připravoval pod vedením Jana Čejny. V seniorské reprezentaci se učil pohybovat od svého zkušenějšího oddílového kolegy Ondreje Pustaie v polotěžké váze do 81 kg. Patřil k boxerům kteří šli tzv. za ranou. Nemíval přehnaný respekt ze (zahraničkých) soupeřů. Civilním povoláním byl příslušník SNB. 
Poprvé na sebe výrazně upozornil v dubnu 1981, když na Velké ceně Ústí nad Labem porazil ve čtvrtfinále Kubánce Miguela Ferrera a obsadil konečné třetí místo. Reprezentační jedničkou v polotěžké váze do 81 kg se stal s příchodem nového trenéra Petra Krále, který převzal reprezantaci po Josefu Malíkovi po květnovém mistrovství Evropy v Tampere na podzim 1981. 
V březnu 1982 porazil v semifinále Velké ceny Ústí nad Labem Ondreje Pustaie, čím potvrdil pozici nové reprezentační jedničky a dostal možnost startoval na květnovém mistrovství světa v Mnichově. V úvodním kole porazil jednoznačně na klasifikační body 5:0 reprezentanta Zairu Mboyo Kapangu, ve čtvrtfinále ho však zastavil chorvatský Jugoslávec Pero Tadić 0:5 na klasifikační body.
V březnu 1983 vzbudil obavy jeho neúspěch na Velké ceně Ústí nad Labem, ale reprezentační trenér František Gašparík výsledek omluvil únavou z náročné přípravy směrem ke květnovému mistrovství Evropy. Před mistrovstvím Evropy v bulharské Varně se vyjádřil, že se těší na tvrdý boj – "jestliže přežiji první utkání, pak si budu věřit". S nalosováním však spokojený nebyl. Měl v prvním kole volný los, který mu osobně nevyhovoval, nesvědčilo mu. Jeho první soupeř Eyüpem Çiftçim z Turecka ho porazil před časovým limitem. Turek mu v první kole střetnutí otevřel obočí a rozhodčí na doporučení lékaře zápas pro krvácení zastavil. Nebylo to poprvé co přišel o pěkný výsledek kvůli krvácejícímu zranění. V říjnu vyhrál svůj první větší mezinárodní turnaj ve finském Tampere a v listopadu byl zařazen do širšího týmu reprezentačního trenéra Františka Gašparíka určeného pro přípravu na olympijské hry v Los Angeles.
V olympijském roce 1984 patřil do širšího šestičlenného výběru reprezentace a oprávněnost nominace dlouhodobě potvrzoval. Otázkou zůstavalo v jaké váhové kategorii by teoreticky na olympijských hrách v Los Angeles startoval. Na jeho polotěžkou váhou do 81 kg si totiž brousil zuby mimořádně talentovaný Milan Picka, kterého rovněž reprezentační trenér František Gašparík bral jako kandidáta olympijské nominace. Na březnovém mistrovství republiky nenavážil v semifinále potřebná kila, což naznačovalo o záměru přestupu do vyšší těžké váhy do 91 kg. Záměr a potenciál startovat na olympijských hrách v těžké váze do 91 kg potvrdil na dubnové Velké ceně Ústí nad Labem, kde prohrál až ve finále s Maďarem Gyulou Alvicsem. V květnu skončil druhý na mezinárodním turnaji Intercup v německém Karlsruhe. Jeho naději na účast na červencových olympijských hrách mu však nejprve vzala tehdejší politika. 4. května vyšlo v tisku oficiální prohlášení o neúčasti Československa na olympijských hrách v Los Angeles – Československo tím podpořilo bojkot Sovětského svaz. Později v červenci téhož roku tragédie, při které přišel o život na reprezentačním soustředění v Prostějově v nedožitých 23 letech. Nechal po sobě manželku Janu a pětiletého syna Jaroslava (*1979).

### Výsledky
| Turnaj                | 1981   | 1982   | 1983   | 1984 |
| Turnaj                | 20     | 21     | 22     | 23   |
| Turnaj                | –81 kg | –81 kg | –81 kg | –91  |
| --------------------- | ------ | ------ | ------ | ---- |
| Olympijské hry        |        |        |        | —    |
| Mistrovství světa     |        | 5.     |        |      |
| Mistrovství Evropy    | —      |        | úč.    |      |
| Spartakiáda BS        | —      |        | 5.     |      |
| Memoriál V. Procházky | úč.    | —      | —      | —    |
| VC Ústí nad Labem     | 3.     | 2.     | úč.    | 2.   |
| Mistrovství ČSSR      | 2.     | úč.    | 1.     | 3.   |

## Výroky a fráze
| „                     | V boxu není lehké být neustále úspěšný. Dokonce i při vítězných soubojích člověk často hodně schytá. To však mi celkem nevadí. Ale strašně mi vadí hrubí, nesportovně se chovající diváci, kteří se chodí na naše utkání jen vyřádit. Jsou neobjektivní a chtějí vítězství svých borců za každou cenu. Hlavně při utkáních v cizím prostředí to nemáme často lehké. | “ |
| — Průboj, 19. 2. 1983 | |   |